# Калита (сумка)
Калита́ — старинное русское название пояса, денежной сумки, мешка, кошеля.
Слово происходит от тюркского kalta — карман, кожаный мешок. У киргизов калта́ — кожаная зепь на поясе.
О калите есть пословицы: «За вдовою (за сиротою) сам Бог с калитою», «Калита брат, калита друг» — деньги в доме; «Есть в калите, так есть и на куте» — гости в доме, «Калита брат, калита друг; есть в калите, так и кума на куге» (то есть в гостях).
Упоминание калиты есть в документах XIV века, которые касаются имущества московских князей. Калиты́ изготовлялись в основном из кожи и украшались прорезями, аппликацией и тому подобное. Наиболее ценными считались калиты из сафьяна с вышитыми золотом изображениями животных и украшенные драгоценными камнями.
За свою щедрость и богатство московский князь Иван Данилович получил прозвище «Калита».
У Ф. Г. Солнцева: «Калита, давшая прозвание великому князю Московскому, Иоанну I, есть слово татарское, значащее „сума“, „кошелек на поясе“; оно встречается в духовных грамотах великих князей. Калита Иоанна IV устроена из красной камки с серебряными вызолоченными бляшками. Сходный с ней кошелек находится в собрании древностей у П. Ф. Карабанова. По-видимому, набожный царь оставил эту калиту на память в любимой им Псково-Печерской обители, которой не мог взять Стефан Баторий и которая многократно и доблестно выдерживала сильные нападения и осады лифляндских рыцарей.»